# The Birds and the Bees
The Birds and the Bees – piosenka skomponowana przez Herba Newmana i nagrana przez Jewela Akensa w 1964 roku i w tym samym roku wydana na singlu. Tekst utworu oparto na popularnym anglojęzycznym idiomie birds and the bees, który w krajach anglosaskich wykorzystywany jest jako wstęp do edukacji seksualnej dzieci. Piosenka w wykonaniu Akensa dotarła do 3. miejsca na głównej amerykańskiej liście „Billboard” Hot 100. W późniejszych latach swoją wersję utworu nagał m.in. Dean Martin.

## Historia
W 1964 roku zespołowi the Turnarounds, w którym wokalistą był Akens, zaproponowano nagranie piosenki Newmana z wesołym tekstem o „ptakach i pszczołach, i kwiatach, i drzewach, i księżycu na górze – i rzeczy zwanej miłością”. Jednak pozostałym członkom grupy wizja nagrania takiej infantylnej piosenki się nie spodobała, więc w sesji nagraniowej wziął udział jedynie Akens. Utwór zarejestrowano w 1964 roku w Goldstar Studios w Los Angeles, a za proces nagrywania odpowiedzialny był Stan Ross.

## Personel
Źródło:
- Billy Strange – gitara
- Ervan Coleman – gitara
- Bob West – bas
- Arthur Wright – bas
- Hal Blaine – perskusja
- Leon Russell – pianino

## Listy przebojów
| Kraj   | Lista                          | Pozycja | Źr.    |
| ------ | ------------------------------ | ------- | ------ |
| BE-VLG | Ultratop 50 Singles (Flandria) | 6       | [ 6 ]  |
| NL     | Single Top 100                 | 2       | [ 7 ]  |
| CA     | „RPM” Top 40 & 5               | 41–45   | [ 8 ]  |
| DE     | Single Top 100                 | 32      | [ 9 ]  |
| NO     | VG-lista                       | 4       | [ 10 ] |
| GB     | Official Singles Chart Top 100 | 29      | [ 11 ] |
| US     | Hot 100                        | 3       | [ 12 ] |

## Wersje innych wykonawców
Źródło:
- 1965: Brenda Lee
- 1965: Dean Martin
- 1965: Billy Preston (wersja instrumentalna)
- 1971: Bobby G. Rice